# Ханс-Валентин Хубе
Ханс-Валентин Хубе (на немски: Hans-Valentin Hube) е германски офицер, служил през Първата и Втората световна война.

## Биография

### Произход и постъпване в армията
Ханс-Валентин Хубе е роден на 29 октомври 1890 г. в Наумбург на Зале, провинция Саксония-Анхалт, Германия. На 27 февруари 1909 г. постъпва като юнкер в 26-и пехотен полк „Принц Леополд фон Анхалт-Десо“ в Магдебург.

### Първа световна война (1914 – 1918)
В началото на Първата световна война е лейтенант и командир на взвод в полка. На 24 август 1914 г. при Фонтенай е тежко ранен и при последвалата операция губи лявата си ръка. Въпреки това през януари 1916 г. отново се завръща на фронта вече като оберлейтенант и командир на 7-а рота от 26-и пехотен полк. През юли 1916 г. Хубе е назначен за офицер за свръзка в командването на 4-ти армейски корпус, а през ноември 1916 г. – за полкови адютант на 26-и пехотен полк. През юни 1917 г. е заместник-командир на батальон в своя полк, от 20 януари следващата година със звание капитан е заместник-адютант на бригада. След краткотрайно пребиваване като генерал-щабен офицер в щаба на 7-а пехотна дивизия, през април 1918 г. е адютант на 2-ри батальон от 26-и пехотен полк.

### Междувоенен период
При отблъскването на една английска танкова атака е тежко обгазен и постъпва в лазарет.
В края на войната постъпва в „Доброволческия корпус“ за териториална отбрана, където е ротен командир. На 1 октомври 1919 г. е приет в Райхсвера (единствен еднорък офицер оставен на военна служба) и е назначен за командир на рота в 17-и пехотен полк. От 1 януари 1921 г. е командир на 11-а рота на 12-и пехотен полк в Халберщат, а от 1 април 1925 г. е в щаба на 10-и пехотен полк и преподавател в офицерския учебен курс на пехотното училище в Дрезден. На 1 април е прехвърлен във „2-ро Групово командване“ и предприема служебно пътуване за САЩ. От 1 октомври 1928 г. е и преподавател по тактика в офицерското училище в Дрезден, а от 1 октомври 1932 г., вече майор, е командир на 3-ти батальон на 3-ти пехотен полк. През октомври 1933 г. завършва курс по тежки пехотни оръжия в Дьобериц и от 1 октомври 1934 г. като подполковник поема командването на 3-ти батальон на пехотния полк „Дойч Ойлау“.
От 1 януари 1935 г. Хубе е командир на „Пехотен учебен щаб – Дьобериц“, където издава двутомното учебно пособие „Пехотинецът“ (на немски: Der Infanterist). През 1935 г. е назначен за комендант на „Олимпийското селце“ и отговаря за безопасността на участниците. Там Хубе се запознава с Хитлер, който високо оценява деловите му качества и изпитва симпатия към военния докрай.

### Втора световна война (1939 – 1945)
С избухването на Втора световна война, през 1939 г. вече като полковник Хубе е командир на 3-та пехотна дивизия, дислокирана на германско-френския фронт. На 1 юни 1940 г. е издигнат в чин генерал-майор, а на 4 юни поема командването на 16-а пехотна дивизия от резерва (реорганизирана като 16-а танкова дивизия по-късно).

#### Германо-съветски фронт (1941)
По-нататък като част от Група армии „Юг“ танковата дивизия под командване на генерал-майор активно участва в Операция Барбароса в района на Дубно, Житомир, Уман, Киев и Таганрог. Към 1942 г. армията се сражава главно в районите Харков и Сталинград.
На 15 септември 1942 г. е произведен в звание генерал-лейтенант и назначен за командващ 14-и танков корпус. На 21 декември 1942 г. е удостоен с Мечове, след като със своя корпус настъпва към Волга северно от Сталинград и там отблъсква непрекъснато прииждащите руски войски. За награждаването му е изведен със самолет от котела, след което отново се завръща там. По заповед на Хитлер на 18 януари 1943 г. отново е изведен от котела. Опитва се да убеди Хитлер да разреши оттеглянето на 6-а армия, но Хитлер отхвърля предложението му.
На 5 март 1943 г. му е възложено да възстанови унищожения в Сталинград 14-и танков корпус, след което поема командването на Група „Хубе“ за Сицилия, където от 17 юли е командващ всички пехотни и зенитни части. На 31 юли му е подчинена и италианската 6-а армия.
На 23 октомври 1943 г. е прехвърлен в резерва на Фюрера в OKH, за да поеме ръководството на 1-ва танкова армия. На 15 февруари 1944 г. е назначен за неин командир, а на 1 април е произведен в звание генерал-полковник. През февруари 1944 г. освобождава обкръжени при Корсун германски войски, а на 8 април 1944 г. извежда своите войски от котела северно от Каменец Подолски. На 20 април са му връчени Диаманти за успешното му командване в Сицилия, в битката за Салерно и за командването на 1-ва танкова армия при изплъзването от разширяващия се котел при Каменец Подолски.

### Смърт
На 21 април 1944 г. при завръщане от церемонията по награждаването му в Оберзалцбург, на път за Берлин загива при самолетна катастрофа на един Не 111.

## Военна декорация
| - Германски орден „Железен кръст“ (1914) – II (?) и I степен (?) - Рицарски кръст на Хоенцолерн (?) – с мечове - Германски кръст на „Фридрих-Август“ (?) - Германска „Значка за раняване“ (1918) – черна (?) - Германско отличие „За заслуга във Вермахта“ (?) – IV и I степен (?) - Германски орден „Кръст на честта“ (?) - Сребърни пластинки към ордена Железен кръст (1939) – II (?) и I степен (?) - Рицарски кръст с дъбови листа, мечове и диаманти | - - Носител на Рицарски кръст (1 август 1941) - Носител на Дъбови листа № 62 (16 януари 1942) - Носител на Мечове № 22 (21 декември 1942) - Носител на Диаманти № 13 (20 април 1944) - Германски медал „За зимна кампания на изтока 1941/42 г.“ (?) - Германска „Танкова значка“ (?) – златна (?) - Споменат 3 пъти в ежедневния доклад на „Вермахтберихт“ (17 август 1943, 31 януари и 9 април 1944) |